# Marco Vinicio (cónsul 19 a. C.)
Marco Vinicio fue un senador y general romano, que ocupó varios puestos al servicio del primer emperador romano, Augusto. Vinicio fue cónsul sufecto a finales del 19 a. C. con Quinto Lucrecio Vespilón como su colega.

## Carrera
Nacido como hijo de un équite romano en Cales en la Regio I (Latium et Campania) de Italia, Vinicio se distinguió como Legatus Augusti pro praetore o gobernador de la provincia imperial de Galia Bélgica en el 25 a. C., cuando dirigió una exitosa campaña en Germania.
En algún momento, Vinicio pudo también haber servido como gobernador de la provincia senatorial de Acaya; una inscripción de Corinto, fechada en el 18-12 a. C. y que honra a su compañero general, y a la mano derecha del Emperador, Marco Vipsanio Agripa, revela que una división administrativa de la ciudad había sido nombrada tribus Vinicia, aparentemente en honor a Vinicio. En reconocimiento a sus servicios, Vinicio, el arquetípico homo novus, fue nombrado cónsul sufecto en el año 19 AC, sustituyendo a Cayo Sencio Saturnino.
Después de su consulado, a Vinicio se le siguieron confiando importantes mandos militares. Sirvió como gobernador de Ilírico al principio de una serie de rebeliones que fueron llamadas por las fuentes romanas bellum Pannonicum (Guerra Panónica, 14-10 a. C.) hasta finales del 13 a. C. cuando Augusto asignó el mando supremo a Marco Vipsanio Agripa. Una inscripción encontrada en Tusculum dice "... Propretor de César Augusto en Ilírico; fue el primero en avanzar más allá del río Danubio; derrotó al ejército de los dacios y los bastarnos en la batalla; trajo a los Cotini, Osi, [...] y Anartes bajo el dominio del Emperador César Augusto y al pueblo romano".
Entre el 1 y el 4 d. C., Vinicio comandó las cinco legiones estacionadas en Alemania. Su ejército luchó con tanto éxito que se le concedió una ornamenta triumphalia.
A lo largo de su vida, Vinicio parece haber mantenido una estrecha amistad con el emperador: el historiador Suetonio cita una carta de Augusto en la que habla de jugar a los dados con Vinicio y su compañero homo novus, Publio Silio Nerva.

## Familia
El hijo de Vinicio, Publio, fue cónsul en el año 2. Su nieto y homónimo Marco Vinicio fue cónsul en el año 30 y marido de Julia Livila, nieta del emperador Tiberio.